# بانکو سانتاندر ریو
بانکو سانتاندر ریو (انگلیسی: Banco Santander Río) شرکت خدمات مالی و بانکداری آرژانتینی است، که در سال ۱۹۶۸ تأسیس شد.